# 고세역
고세역(일본어: 御所駅, ごせえき)은 일본 나라현 고세시에 있는 서일본 여객철도의 철도역이다.

## 역 구조
상대식 승강장 2면 2선을 보유한 지상역이다. 역사 쪽에서부터 1번, 2번 순으로 번호가 매겨져 있다. 1번선이 하행선, 2번선이 상행선이다.

### 승강장
| 1 | ■ 와카야마 선 | 고조 · 하시모토 방면 |
| 2 | ■ 와카야마 선 | 다카다 · 오지 방면   |

## 역세권 정보
- 긴키 닛폰 철도 고세 선 긴테쓰고세 역
- 고세시청

## 역사
- 1896년 5월 10일 - 난와 철도 소속의 역으로 개업. 1907년 10월 1일 국유화되었다.
- 1987년 4월 1일 - 민영화에 따라 서일본 여객철도의 소속이 되었다.

## 인접역
| 서일본 여객철도 와카야마 선 | 서일본 여객철도 와카야마 선 | 서일본 여객철도 와카야마 선 |
| --------------------------- | --------------------------- | --------------------------- |
| 야마토신조 오지 방면        | ■ 와카야마 선               | 다마데 와카야마 방면        |